# Moravský Beroun
Moravský Beroun là một thị trấn thuộc huyện Olomouc, vùng Olomoucký, Cộng hòa Séc.